# Двигатель Nissan A
Nissan A — серия рядных четырёхцилиндровых бензиновых двигателей внутреннего сгорания объёмом 1,0—1,5 л (988—1487 см3), выпускавшихся компанией Nissan с 1967 по 2009 год.

## A10
A10 впервые был представлен в сентябре 1966 года. Его объём двигателя составляет 1,0 л (988 см3), диаметр цилиндра — 73 мм, а ход поршня — 59 мм. С двухкамерным карбюратором Hitachi и степенью сжатия 8,5:1 двигатель выдавал мощность 46 кВт (61 л. с.) и крутящий момент 83 Н⋅м. Купе Datsun 1000, представленное в сентябре 1968 года, оснащалось форсированным двигателем A10 со степенью сжатия, увеличенной до 9:1. Мощность была увеличена до 49 кВт (65 л. с.). Экспортные версии, установленные на Datsun 100A, производили мощность 43 кВт (58 л. с.) при 6000 об/мин и крутящий момент 81 Н⋅м при 4000 об/мин. В начале 1990-х годов версия с клапанным механизмом SOHC получила индекс E10.

### Устанавливался на
- 1967—1970 Nissan Sunny (B10, B20; Datsun 1000)
- 1971—1976 Nissan Cherry (E10; Datsun 100A)
- 1974—1978 Nissan Cherry F-II (F10)
- 1978—1981 Nissan Pulsar/Cherry (N10)

## A12 (1200)

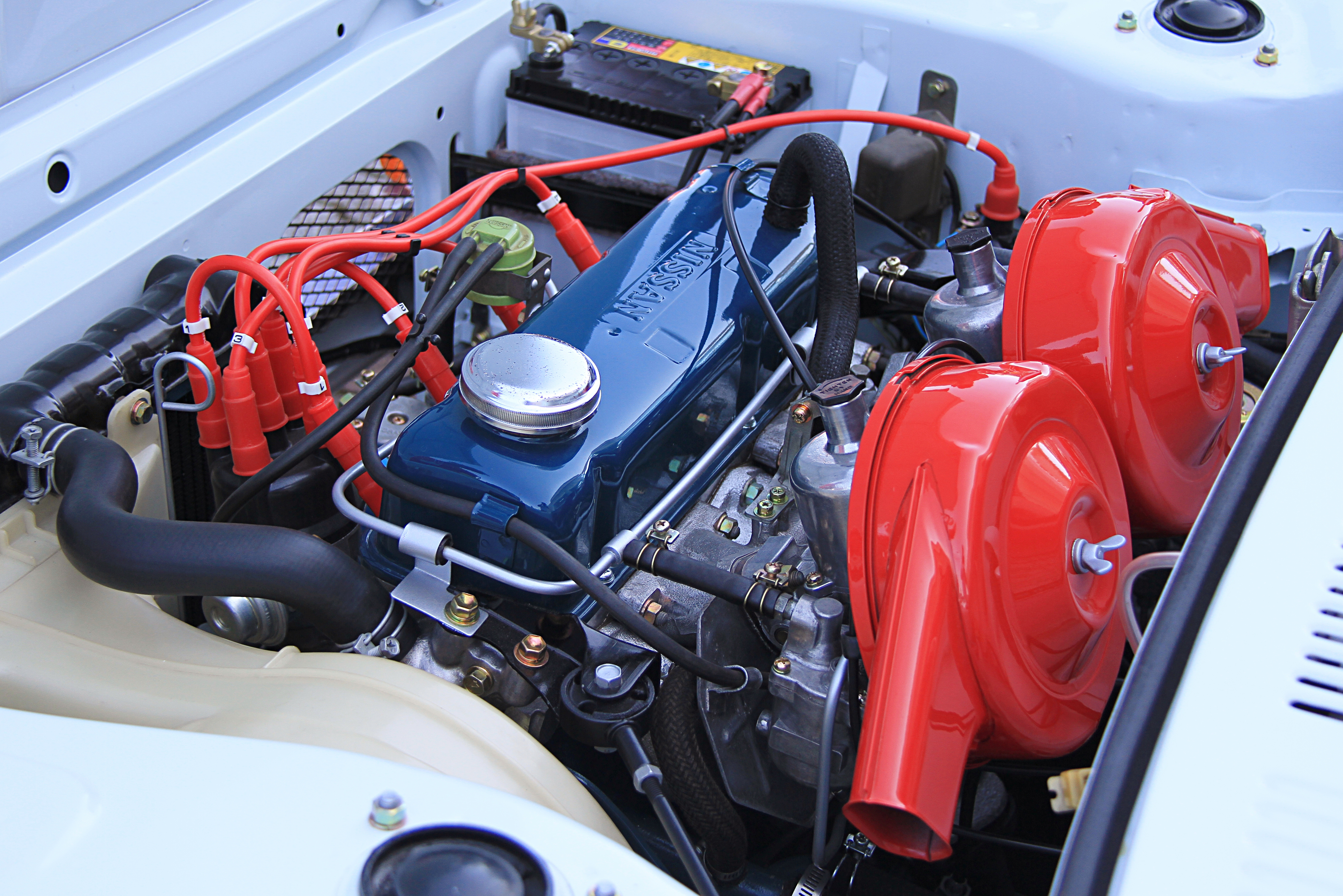
A12T на Cherry X-1

Объём двигателя A12 составляет 1,2 л (1171 см3), диаметр цилиндра — 73 мм, а ход поршня — 70 мм. Мощность двигателя 51 кВт (69 л. с.), а крутящий момент — 95 Н⋅м.
Версия A12 GX, также известная как A12T, оснащена карбюраторами Hitachi. Степень сжатия двигателя составляет 10:1, мощность — 61 кВт (82 л. с.) при 6400 об/мин. На японском домашнем рынке двигатель устанавливался на седаны и купе Nissan Sunny 1200 GX. Версия A12T устанавливалась на Nissan Cherry X-1.
Версия с головкой блока цилиндров с поперечным потоком получила индекс AY12. Диаметр цилиндра составляет 76 мм, впускного клапана — 40 мм, а выпускного клапана — 33 мм.

### Устанавливался на
- 1970—1973 Nissan Sunny B110/B120 (Nissan Sunny Truck)
- 1971—1973 Nissan Cherry E10 (Datsun 120A)
- 1970 Nissan 270X Concept
- 1985—2001 Premier 118NE (Fiat 124)

### 1974
В 1974 году двигатель A12 был модифицирован. Потребности возрастали в аксессуарах, таких как кондиционер, ТНВД и тому подобное, распределитель был перемещён с передней стороны в середину блока. Положения крепления двигателя были немного сдвинуты. Компания Nissan представила свою технологию контроля выбросов под названием NAPS в рамках редизайна.

#### Устанавливался на
- 1974—1978 Nissan Sunny B210 (Datsun 120Y)
- 1974—1976 Nissan Cherry E10 (Datsun 120A)
- 11.1977—1982 Nissan Sunny B310 (Datsun 120Y)
- 1974—1995 Nissan Sunny Truck
- 1978—1982 Nissan Pulsar N10/Nissan Cherry N10 (Datsun 120A)
- 1978—1988 Nissan Vanette (C120) — 47 кВт (63 л. с.) при 5400 об/мин (называется Datsun Vanette/Nissan Sunny Vanette/Nissan Cherry Vanette, в зависимости от дилерского рынка)
- Premier 118NE (Индия)

## A12A
Объём двигателя A12A составляет 1,2 л (1237 см3). По сравнению с A12, диаметр цилиндра увеличен до 76 мм, а объём увеличен на 66 см3. Блок цилиндров и коленвал идентичны A12 и A13.

### Устанавливался на
- 11.1977—11.1980 Datsun Sunny B310 — 51 кВт (69 л. с.) при 6000 об/мин
- 1979—1982 Datsun 210 (версия Sunny B310 для США и Канады)
- 1974—1979 Nissan Cherry (F10, F-II)
- 1978—1982 Datsun Cherry (N10)

## A13 (1974)
Объём двигателя A13 составляет 1,3 л (1288 см3), диаметр цилиндра — 73 мм, ход поршня увеличен до 77 мм, а степень сжатия уменьшена до 8,5:1. Двигатель развивает мощность 56 кВт (75 л. с.).

### Устанавливался на
- 1974 Nissan Sunny Datsun B-210 (США и Канада)

## A13 (1979—1982)
Рабочий объём двигателя составляет 1,3 л (1270 см3), диаметр цилиндра — 76 мм, а ход поршня — 70 мм.

### Устанавливался на
- 1980—1982 Nissan Sunny B310

## A14
Объём двигателя A14 составляет 1,4 л (1397 см3), диаметр цилиндра был увеличен до 76 мм, а мощность варьируется в диапазоне от 37 до 68 кВт (50—92 л. с.). На рынке также была доступна версия A14T с двумя карбюраторами, а версия с впрыском топлива получила индекс A14E. Серийно двигатель выпускался с 1975 по 2008 год.

### Устанавливался на
- 1975—1978 Nissan Sunny B210 (140Y или B-210)
- 1976—1978 Nissan/Datsun F-10
- 11.1977—1982 Datsun Sunny HB310 (он же Datsun 140Y или Datsun 210)
- 1977—1982 Nissan Pulsar N10 (он же Datsun/Nissan Cherry, Datsun 310) — 92 л. с. (JDM)
- 1977—1981 Nissan Stanza/Auster/Violet — 80 л. с. (JDM)
- 1978—1988 Nissan Vanette (PC120) — 55 кВт (75 л. с.) при 5400 об/мин (первоначально устанавливался только на микроавтобусы)
- 1982—2008 Nissan 1400 LDV (B140. Продавался только в Южной Африке).
- Datsun Forklift

## A15 — Stroker

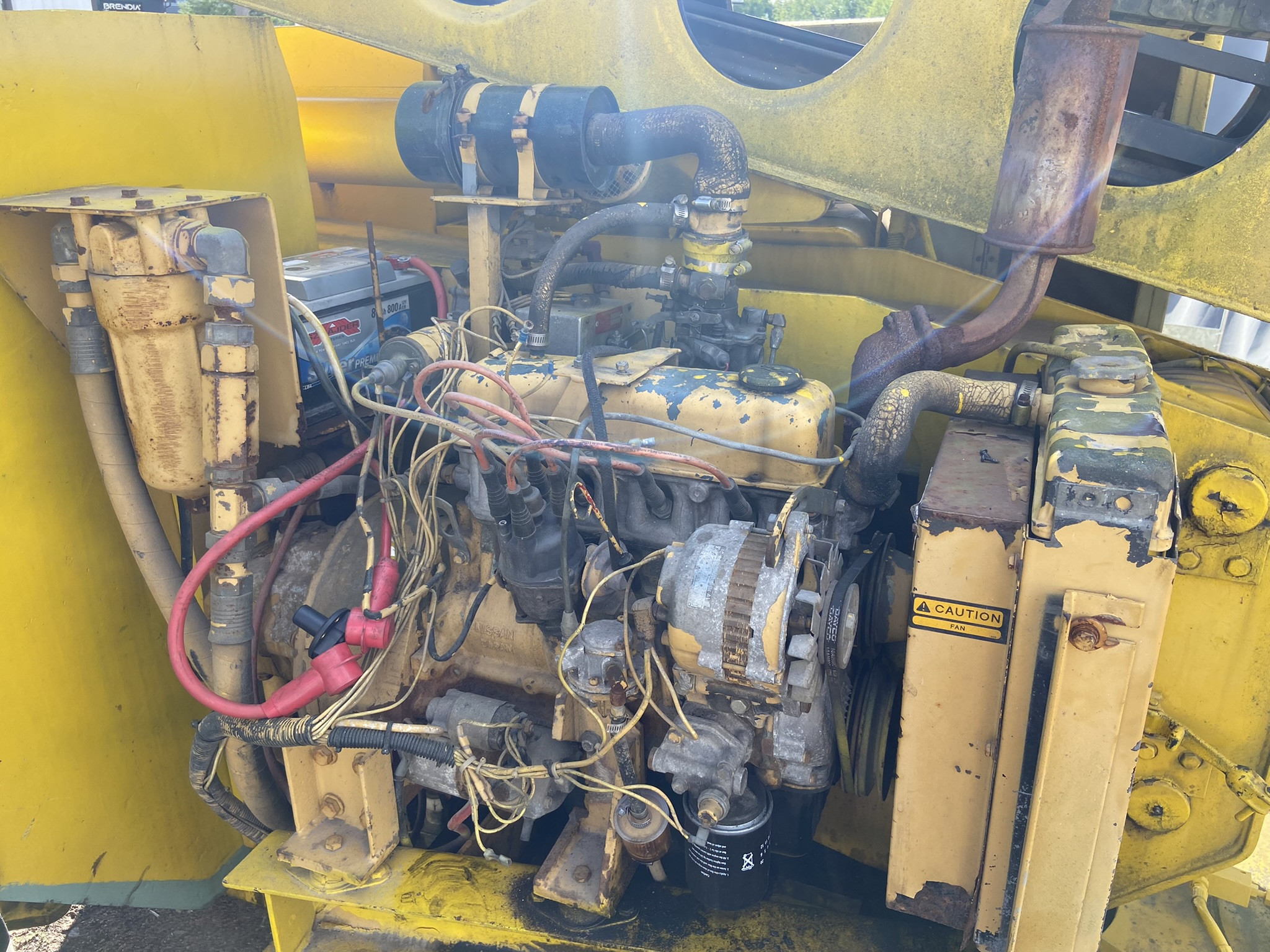
A15 на вилочном погрузчике

1,5-литровый (1487 см3) двигатель A15 выпускался с 1979 по 2009 год. В значительной степени двигатель устанавливался на Nissan Vanette C22 в Малайзии. Ход поршня увеличен на 5 мм и составляет 82 мм (у A14 ход поршня 77 мм), диаметр цилиндра по-прежнему 76 мм. Двигатель развивает мощность 59 кВт (79 л. с.). Серийно двигатель выпускался с 1979 по 2009 год.

### Устанавливался на
- Nissan Sunny PB310 (Datsun 210)
- Nissan Cherry F10 (Datsun F10)
- Nissan B120 Pickup (RoadStar и SportStar) в Новой Зеландии
- 1985—2009 Nissan Vanette C22
- Datsun 310 N10 (США)
- 1974—1978 Nissan Forklift
- 1988—2000 Grove-Manlift AMZ66 и AMZ56 — 31 кВт (42,5 л. с.)